# Manual Digest
Manual Digest, pełna nazwa Manual Digest de les Valls neutrals d'Andorra - sześciotomowa książka, wydana w połowie XVIII wieku (pierwszy tom ukazał się w 1748), której autorem jest Antoni Fiter i Rossier, zawierająca opis obyczajów, tradycji i praw Andory. Dzieło powstało na prośbę Rady Terytorialnej Andory jako uzupełnienie wydanego w 1740 zbioru przepisów prawnych - La Instructa. Te dwie pozycje oraz Politar Andorrá z 1763 autorstwa księdza Antonio Puigta, w dużej mierze opartej na Manual Digest stały się podstawami tzw. "Nowej Reformy" w następnym stuleciu (1866).
Manual Digest jest cennym źródłem dla historyków i badaczy kultury Andory. Zawiera m.in. opis postępowania ze złodziejami w kraju niemającym więzienia - jeszcze długo po opublikowaniu tego dzieła schwytanym złodziejom zakładano na szyję stalową obręcz. W sporadycznych przypadkach, gdy decydowano się na uwięzienie jakiegoś złoczyńcy, korzystano z więzień francuskich, najczęściej więzienia w Perpignan. Obok opisu przepisów prawa i ich praktycznego stosowania, książka zawiera także opisy świąt w poszczególnych parafiach Andory.